# Arnold z Bergu
Arnold z Bergu (zm. w 1190 pod Akką) – biskup Osnabrücku od 1173.

## Życiorys
Arnold był synem hrabiego Bergu Adolfa II i Ermengardy (Irmgardy) z Wasserburga. Jako biskup Osnabrücku wspierał Hohenstaufów przeciwko Henrykowi Lwu. Wspierał rozwój miast, m.in. założył miasto Wiedenbrück. Zmarł w czasie III wyprawy krzyżowej pod Akką.